# 以色列工人银行

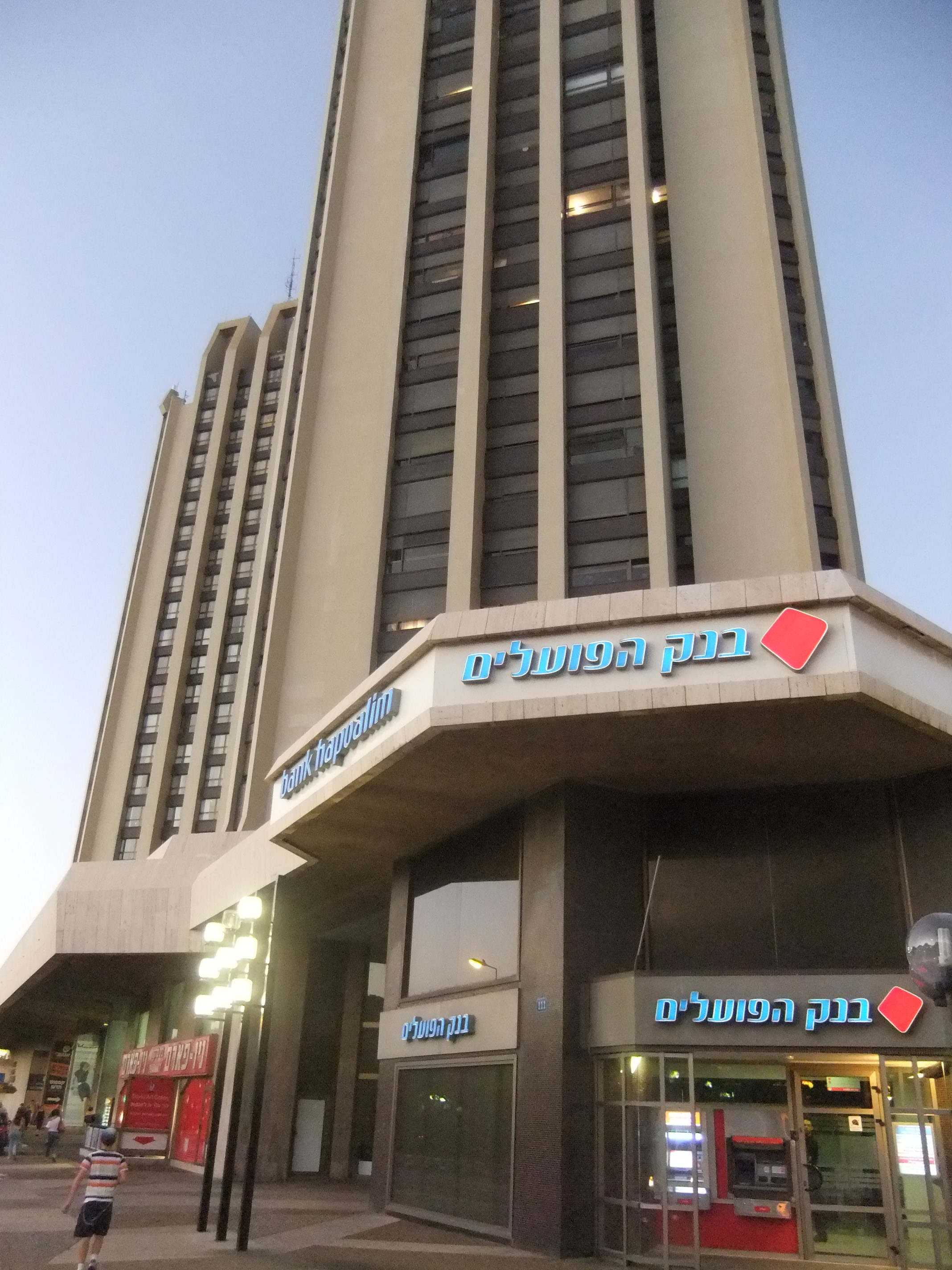
位于海法的一家工人银行

以色列工人银行（希伯來語：‎），以色列商业银行之一，目前是以色列第一大银行。以色列工人银行总部位于特拉维夫，在以色列全国共有280家分行，8个区域商业中心。以色列工人银行在特拉维夫证券交易所上市。

## 历史
1921年，以色列劳工总会创建以色列工人银行。创建之初至1983年，工人银行由劳工总会所有。1983年，以色列爆发银行股危机，工人银行被国有化，业主变为以色列政府。工人银行国有时期，其规模迅速扩大，超过以色列国民银行而成为以色列最大的银行。1996年，工人银行售予特德·埃里森为首的一群投资者。
截止2011年末，工人银行在全球共有13,408名雇员。工人银行在美国（纽约和迈阿密)、加拿大、英国(伦敦市)等地设有分支机构。